# Merrihueïta
La merrihueïta és un mineral de la classe dels silicats, que pertany al grup de l'osumilita. Rep el nom en honor de Craig Morris Merrihue (8 de juliol de 1933 - 14 de març de 1965), físic del Smithsonian Astrophysics Observatory. Va desenvolupar la tècnica de datació per argons 40Ar/39Ar per mesurar les edats dels meteorits.

## Característiques
La merrihueïta és un silicat de fórmula química (K,Na)₂(Fe,Mg)₅Si₁₂O30. Es tracta d'una espècie aprovada per l'Associació Mineralògica Internacional, i publicada per primera vegada el 1965. Cristal·litza en el sistema hexagonal. La seva duresa a l'escala de Mohs es troba entre 5 i 6.
Segons la classificació de Nickel-Strunz, la merrihueïta pertany a «09.CM - Ciclosilicats, amb dobles enllaços de 6 [Si₆O18]12- (sechser-Doppelringe)» juntament amb els següents minerals: armenita, brannockita, chayesita, darapiosita, eifelita, milarita, osumilita-(Mg), osumilita, poudretteïta, roedderita, sogdianita, sugilita, yagiïta, berezanskita, dusmatovita, shibkovita, almarudita, trattnerita, oftedalita i faizievita.

## Formació i jaciments
Va ser descoberta al meteorit Mezö-Madaras, un meteorit que va ser observat caient el 8 de setembre de 1852 a la província de Mureș (Romania). També ha estat descrita en un altre meteorit recollit a Rússia, així com a les pedreres de Klöch (Estíria, Àustria) i Caspar (Renània-Palatinat, Alemanya). Aquests indrets són els únics de tot el planeta on ha estat descrita aquesta espècie mineral.